# Provincia di Albay
Albay è una provincia delle Filippine nella regione del Bicol.
Il capoluogo provinciale è Legazpi.

## Geografia antropica

### Suddivisioni amministrative
La provincia di Albay è divisa in 3 città e 15 municipalità.

#### Città
- Legazpi
- Ligao
- Tabaco

#### Municipalità
- Bacacay
- Camalig
- Daraga
- Guinobatan
- Jovellar
- Libon
- Malilipot
- Malinao
- Manito
- Oas
- Pio Duran
- Polangui
- Rapu-Rapu
- Santo Domingo
- Tiwi